# Canadian Tire Motorsport Park
O Canadian Tire Motorsport Park (anteriormente Mosport Park e Mosport International Raceway) é um autódromo localizado em Bowmanville, Ontario, Canada. Inaugurado em 1961 foi o segundo circuito construído no Canadá, foi sede do Grande Prêmio do Canadá de Fórmula 1 entre 1961 e 1967, 1969, de 1971 até 1974, 1976 e 1977. O autódromo já foi palco de 14 fatalidades, atualmente recebe provas da NASCAR e American Le Mans Series.

## Vencedores

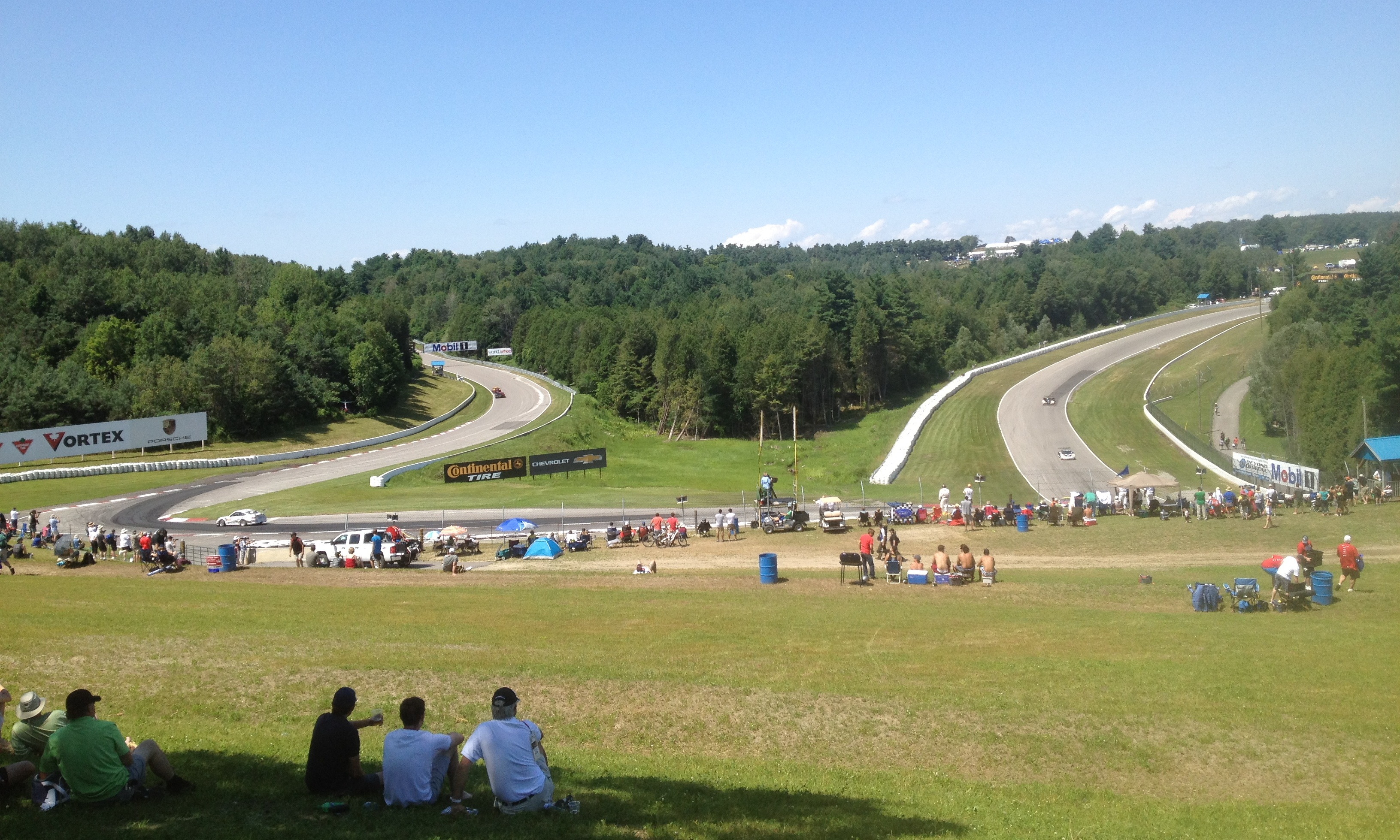
Curva Moss.

| Ano               | Piloto             | Chassi/Motor  | Resumo   |
| ----------------- | ------------------ | ------------- | -------- |
| 1967              | Jack Brabham       | Brabham-Repco | Detalhes |
| Não houve em 1968 |                    |               |          |
| 1969              | Jacky Ickx         | Brabham-Ford  | Detalhes |
| Não houve em 1970 |                    |               |          |
| 1971              | Jackie Stewart     | Tyrrell-Ford  | Detalhes |
| 1972              | Jackie Stewart     | Tyrrell-Ford  | Detalhes |
| 1973              | Peter Revson       | McLaren-Ford  | Detalhes |
| 1974              | Emerson Fittipaldi | McLaren-Ford  | Detalhes |
| Não houve em 1975 |                    |               |          |
| 1976              | James Hunt         | McLaren-Ford  | Detalhes |
| 1977              | Jody Scheckter     | Wolf-Ford     | Detalhes |
| Fonte:            |                    |               |          |